# Кубок лиги
Кубок лиги — спортивный турнир в командных видах спорта (футболе, волейболе, гандболе, и т. д.), проводящийся по кубковой системе в некоторых странах. Наиболее известны футбольные. В нём обычно выступают команды только одной лиги (некоторые могут включать команды и из других лиг, например, английский Кубок Футбольной лиги, в котором участвуют представители Премьер-лиги и трёх дивизионов Футбольной лиги). Это отличает данный турнир от кубка страны, где, как правило, выступают команды из многих лиг, в том числе и любительских.
Кубок лиги (в отличие от национальных чемпионатов и кубков, которые организовываются в большинстве стран, под эгидой национальных федераций футбола) проводится только в некоторых странах. Во многих из них Кубок лиги проводился крайне нерегулярно и сейчас упразднён, но в то же время не исключена вероятность его возрождения.
Самым старым из ныне проводящихся регулярно розыгрышей Кубка лиги является Кубок шотландской лиги. Впервые он был проведён после окончания Второй мировой войны в сезоне 1946/47, когда увеличивалось количество стадионов с прожекторным освещением, что позволило на регулярной основе проводить матчи в середине недели.
В некоторых странах на ранних стадиях Кубка лиги проводился или до сих пор проводится групповой этап (например, при розыгрыше Кубка Тото в Израиле).
Победитель Кубка лиги Англии получает право выступать в Лиге конференций.
В настоящее время Кубок лиги среди сильнейших команд стран проводится в более чем 20 государствах и территориях, чьи футбольные федерации входят в ФИФА. 9 из них являются членами УЕФА — Англия, Израиль, Ирландия, Исландия, Португалия, Северная Ирландия, Уэльс, Финляндия, Шотландия; 8 являются членами АФК — Иордания, Кувейт, Ливан, Малайзия, Катар, Таиланд, Оман, Япония; 2 представляют КАФ — Кения, ЮАР; 3 представляют КОНМЕБОЛ — Аргентина, Парагвай, Уругвай; 1 представляет КОНКАКАФ — Тринидад и Тобаго. Также проводится совместный Кубок лиги между командами-участницами MLS (США и Канада) и командами из Мексики.
При этом в Исландии и Финляндии Кубок лиги является предсезонным соревнованием и проводится с февраля по апрель. В Израиле проводится два Кубка лиги. Один для команд Премьер-лиги (1-й по рангу в системе национальных лиг), а другой для команд Лиги Леумит (2-й по рангу в системе национальных лиг).
В 2012 году Кубок лиги в апреле-мае был также проведён в Турции, однако в нём приняли участие не все сильнейшие клубы страны, а только 8 из 10 команд, из числа занявших по итогам основной части чемпионата Турции места с 9-го по 18-е. Команды же, занявшие места с 1-го по 8-е, в это время выступали в плей-офф за чемпионство и места в еврокубках.
В России Кубок лиги для команд РФПЛ проводился один раз в 2003 году. В феврале 2012 года на Кипре состоялся розыгрыш Кубка лиги для команд ФНЛ, в котором приняли участие только 8 клубов, занявших места с 1-го по 8-е по итогам первой части Первенства ФНЛ 2011/12.
Кроме того, в Англии и Шотландии Кубок лиги проводится и среди женских клубов.

## Футбольные турниры
Помимо «национальных» (главных) футбольных кубков лиги, таких как Кубок Английской футбольной лиги, Кубок Премьер-лиги (Россия), Кубок Федерации футбола СССР, Кубок украинской лиги по футболу, Кубок Джей-лиги (Япония) — см. шаблон внизу, существуют или существовали турниры в рамках одной из лиг внутри национальной футбольной федерации.
- Кубок лиги Конференции (Англия) — соревнование, проводившееся Футбольной конференцией для клубов 5-го и 6-го уровня системы футбольных лиг Англии.
- Кубок Премьер-лиги (Англия) — футбольное соревнование, проводимое среди резервных команд клубов Премьер-лиги, а также Футбольной лиги.
- Кубок ФНЛ (Россия) — российский турнир среди команд Футбольной национальной лиги, имеющий товарищеский статус. Проводится в зимнюю паузу с 2012 года.
- Кубок Лиги ПФЛ (Россия) — несостоявшийся в сезоне-2019/20 российский футбольный турнир для футбольных клубов Профессиональной футбольной лиги.
- Кубок Первой лиги СССР по футболу — клубный турнир по футболу, проводившийся в СССР в 1988—1991 годах под эгидой Федерации футбола страны между участниками первой лиги.
- Кубок Второй лиги Украины по футболу — соревнование для профессиональных футбольных клубов второй украинской лиги, проводимое в период с 1999 года по 2001 год под эгидой Профессиональной футбольной лиги Украины в рамках первого этапа национального кубка Украины по футболу.
- Кубок японской лиги по футболу — среди команд Японской футбольной лиги (Д-4)
- Кубок Высшей лиги — среди команд латвийской Высшей лиги, проводился в 2013—2018 годах

Также
- Кубок РСФСР по футболу для команд второй лиги (или Кубок РСФСР по футболу) — футбольный турнир, который проводился с 1973 по 1991 год в РСФСР для команд, участвовавших во второй лиге чемпионата СССР.

Кубки лиги (включая национальные кубки лиги) не следует путать с национальными кубками, сравн. с Кубок Англии по футболу, Кубок России по футболу, Кубок СССР по футболу и др. (см., например, Шаблон:Национальные футбольные кубки Европы (УЕФА), Шаблон:Национальные футбольные кубки Азии).

## Хоккейный турнир
- Кубок Лиги 1989 года — хоккейное соревнование в СССР, проводившееся под эгидой Федерации хоккея СССР с 24 марта по 16 мая 1989 года.

## Мини-футбольный турнир
- Кубок Высшей лиги по мини-футболу — соревнование среди лучших мини-футбольных клубов России, проводившееся в 1993—1998 годах вскоре после завершения чемпионата.